# Darker Days
Darker Days es el  tercer álbum de estudio de Stream of Passion. Se grabó en 2011 y se puso a la venta, en España, el 22 de junio.

## Lista de canciones
| N.º | Título                         | Duración |  |
| 1.  | «Lost»                         | 5:27     |  |
| 2.  | «Reborn»                       | 3:37     |  |
| 3.  | «Collide»                      | 5:20     |  |
| 4.  | «The Scarlet Mark»             | 3:41     |  |
| 5.  | «Spark»                        | 2:36     |  |
| 6.  | «Our Cause»                    | 4:43     |  |
| 7.  | «Darker Days»                  | 4:32     |  |
| 8.  | «Broken»                       | 4:47     |  |
| 10. | «Closer»                       | 4:37     |  |
| 11. | «The Mirror»                   | 3:34     |  |
| 12. | «Nadie Lo Ve»                  | 3:04     |  |
| 13. | «The World is Ours»            | 3:49     |  |
| 14. | «The Hunt - (pista adicional)» | 4:28     |  |

## Créditos
- Marcela Bovio - voz principal, violín
- Eric Hazebroek - Voz, Guitarras
- Stephan Schultz - voz, Guitarras
- Johan van Stratum - bajo
- Jeffrey Revet - teclados ; Piano
- Martijn Peters - batería

- Datos: Q1955643